# عبد الله البحري
عبد الله البحري لاعب كرة قدم سعودي، يلعب حارس مرمى في نادي الترجي.

## مسيرة اللاعب
كانت بداياته مع نادي الاتفاق وأعاره الإتفاق إلى نادي الكوكب عام 2017 وأعاره إلى نادي أبها عام 2019 وأعاره إلى نادي الثقبة عام 2020 ولعب بعدها مع نادي بيشة ونادي نجران ونادي الترجي.

## انتقالات عبد الله البحري
| نقل الى    | النوع        | نقل من  | نقل إلى |
| ---------- | ------------ | ------- | ------- |
| 2020/10/22 | إعارة        | الاتفاق | الثقبة  |
| 2018/5/30  | إنتهاء إعارة | الكوكب  | الاتفاق |
| 2017/8/16  | إعارة        | الاتفاق | الكوكب  |
| 2016/6/20  | تجديد عقد    | الاتفاق | الاتفاق |

## روابط خارجية
- عبد الله البحري على موقع قاعدة بيانات كرة القدم.إي يو (الإنجليزية)
- عبد الله البحري على موقع Soccerway.com (الإنجليزية)
- عبد الله البحري علي موقع Kooora
- عبد الله البحري علي موقع FilGoal
- عبد الله البحري علي موقع Hesport.com
- عبد الله البحري علي موقع As Arabia
- عبد الله البحري علي موقع YallaKora
- عبد الله البحري علي موقع elbotola
- عبد الله البحري علي موقع elsport